# Biehomla
Biehomla (dawniej także Bieholin, biał. Бягомль, Biahoml) – osiedle typu miejskiego na Białorusi, w obwodzie witebskim, w rejonie dokszyckim; 2,7 tys. mieszkańców (2010).
Dawna wieś w granicach Rzeczypospolitej Obojga Narodów. Utracona na rzecz Imperium Rosyjskiego po II rozbiorze Polski w 1793 i poza granicami II Rzeczypospolitej.
W XVI w. wymieniana jako wieś, od 1861 miasteczko, w 1886 jako wieś, w 1924 siedziba rejonu, w 1938 otrzymała status osiedla typu miejskiego.
Podczas okupacji hitlerowskiej, we wrześniu 1941 roku Niemcy utworzyli getto dla żydowskich mieszkańców. Przebywało w nim około 200 osób. 2 października 1941 roku Niemcy zlikwidowali getto, a Żydów zamordowano na cmentarzu żydowskim. Sprawcami zbrodni byli żołnierze z Einsatzkommando 8, SD z Borysławia oraz białoruska policja. 